# (14596) Bergstralh
(14596) Bergstralh est un astéroïde de la ceinture principale.

## Description
(14596) Bergstralh est un astéroïde de la ceinture principale. Il fut découvert le 16 septembre 1998 à la station Anderson Mesa par le programme LONEOS. Il présente une orbite caractérisée par un demi-grand axe de 2,38 UA, une excentricité de 0,22 et une inclinaison de 9,1° par rapport à l'écliptique.

## Compléments